# Socha svatého Jana Nepomuckého Almužníka
Pískovcová barokní socha svatého Jana Nepomuckého Almužníka od významného východočeského sochaře J. A. Devotyho se nalézá nedaleko od kostela svatého Bartoloměje před budovou obecního úřadu v obci Kunětice v okrese Pardubice. Socha byla původně určena pro kapli Jména Panny Marie v Hrochově Týnci. Socha je od 25. 4. 1984 chráněna jako nemovitá kulturní památka ČR.

## Popis
Pískovcová socha svatého Jana Nepomuckého Almužníka je umístěna na dvou pískovcových stupních. Secha sestává ze dvou hranolových soklů, z nichž horní je opatřen profilovanou římsou. Na čelní straně horního soklu se nachází ozdobná kartuše s nápisem: „Svatý Jene / Nepomucký / Oroduj za nás!“ Pod nápisem je uveden letopočet „Léta Páně / 1852“.
Na římse stojí na menším soklu, ozdobeném kartuší s reliéfem jazyka, vlastní socha světce v životní velikosti. U pravé nohy světce klečí žebrák držící v rukách obrácený klobouk. Světec pravou rukou dává žebrákovi do klobouku peníz a v levé ruce drží mísu opřenou o bok. Světec má plnovous, na hlavě má biret a okolo hlavy svatozář s pěti hvězdami.
V roce 1999 proběhlo restaurování sochy.

## Galerie

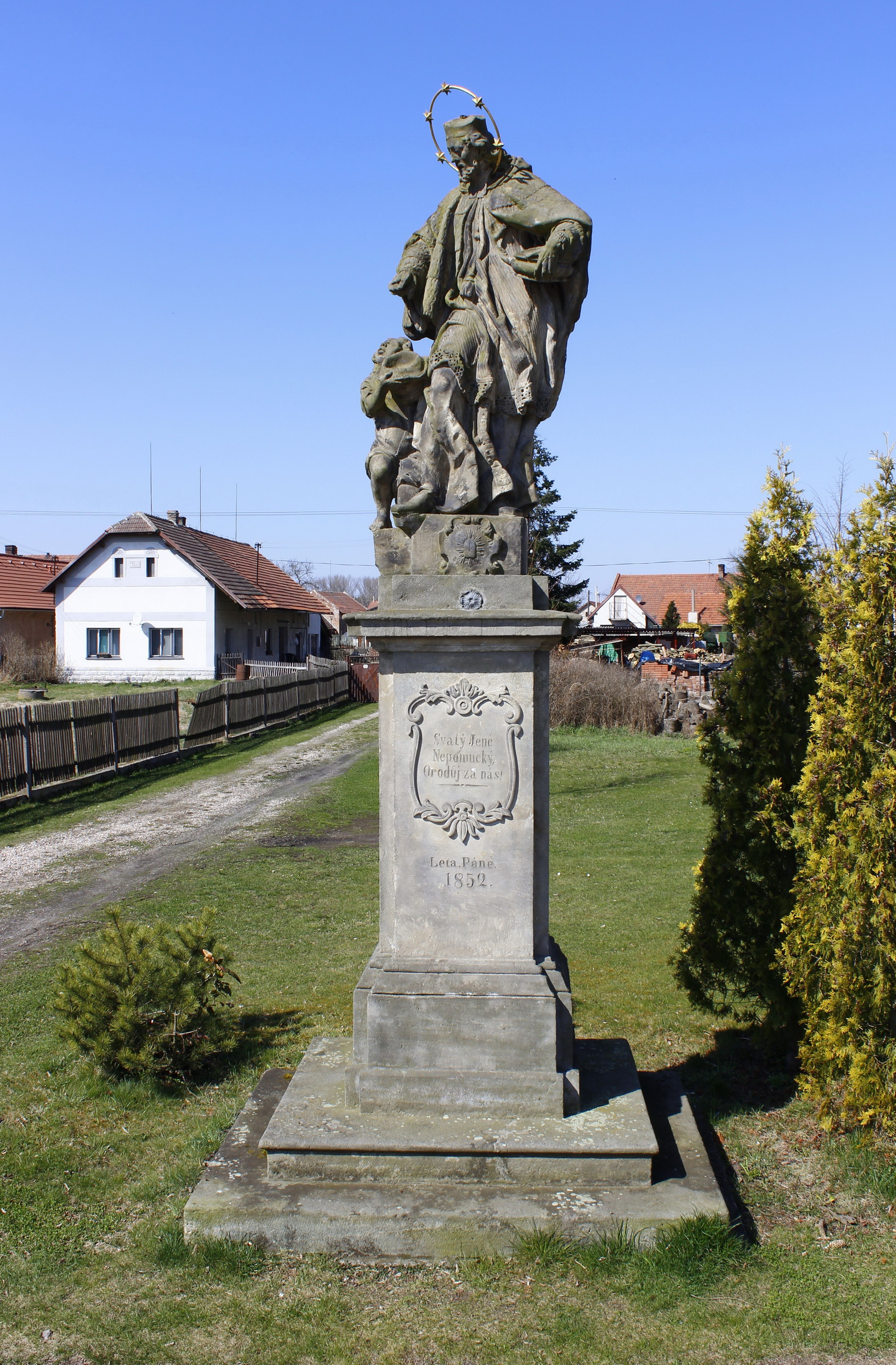
Socha svatého Jana Nepomuckého v Kuněticích
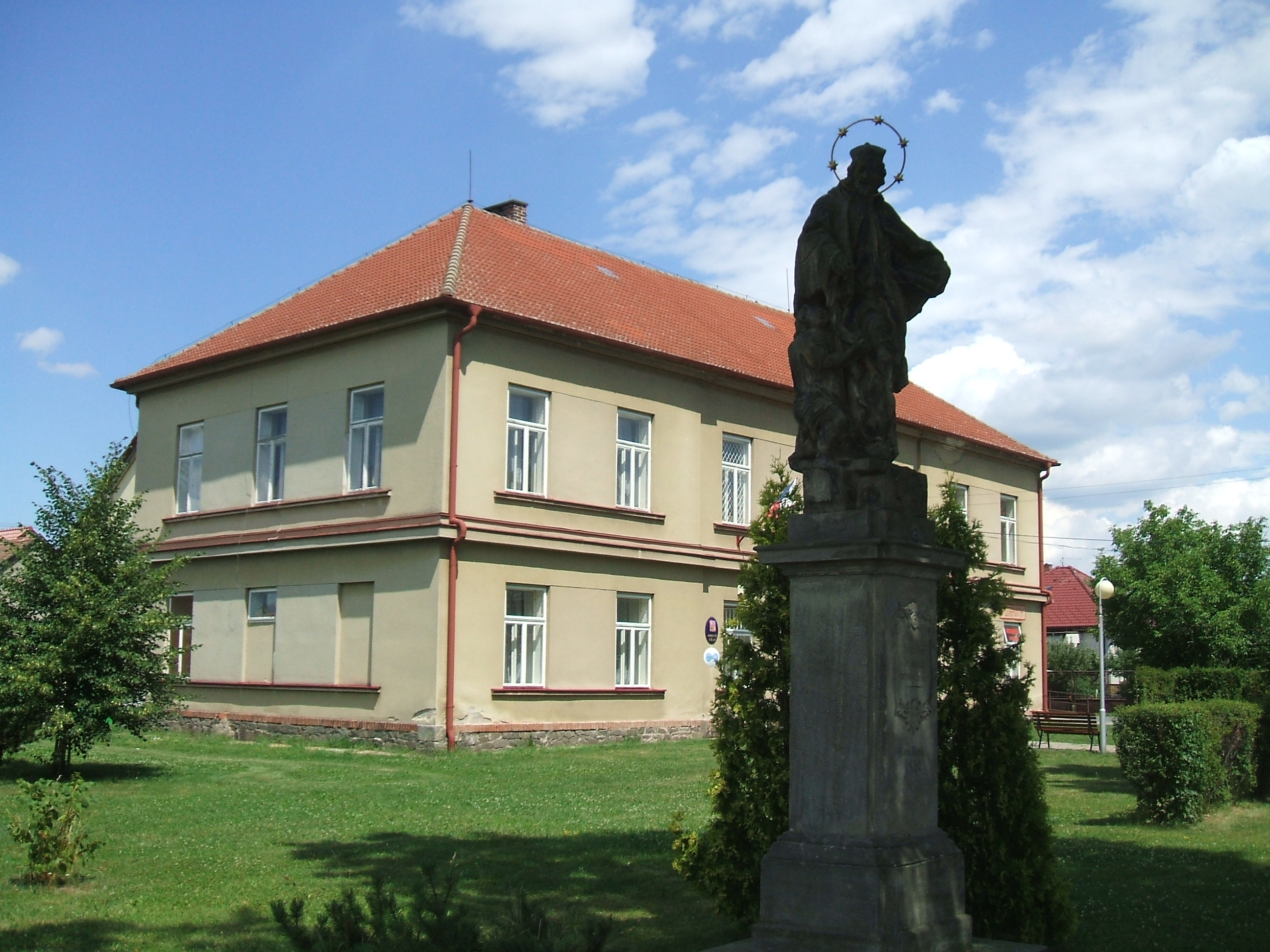
Socha svatého Jana Nepomuckého v Kuněticích
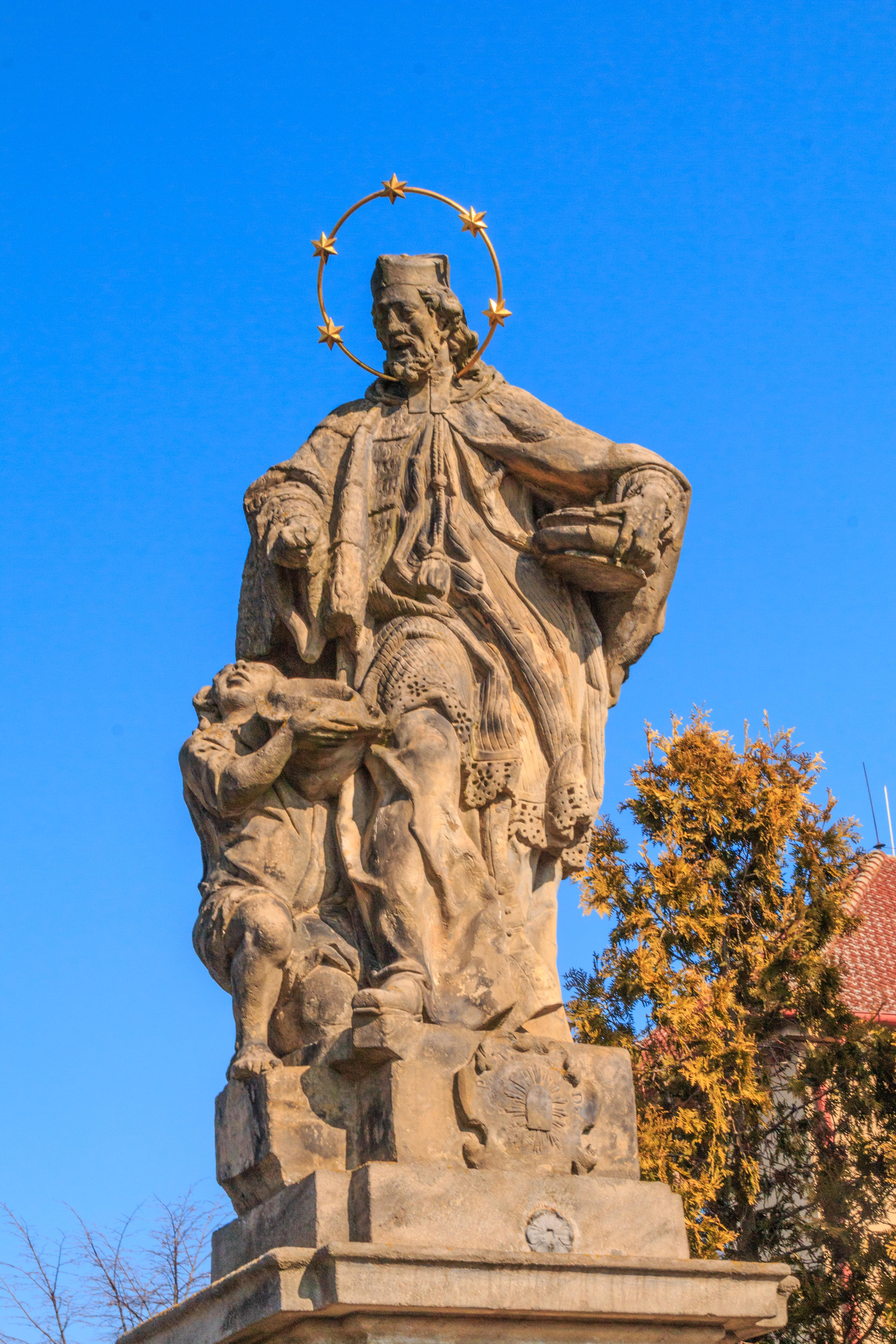
Socha svatého Jana Nepomuckého v Kuněticích